# Michael Rockenschaub

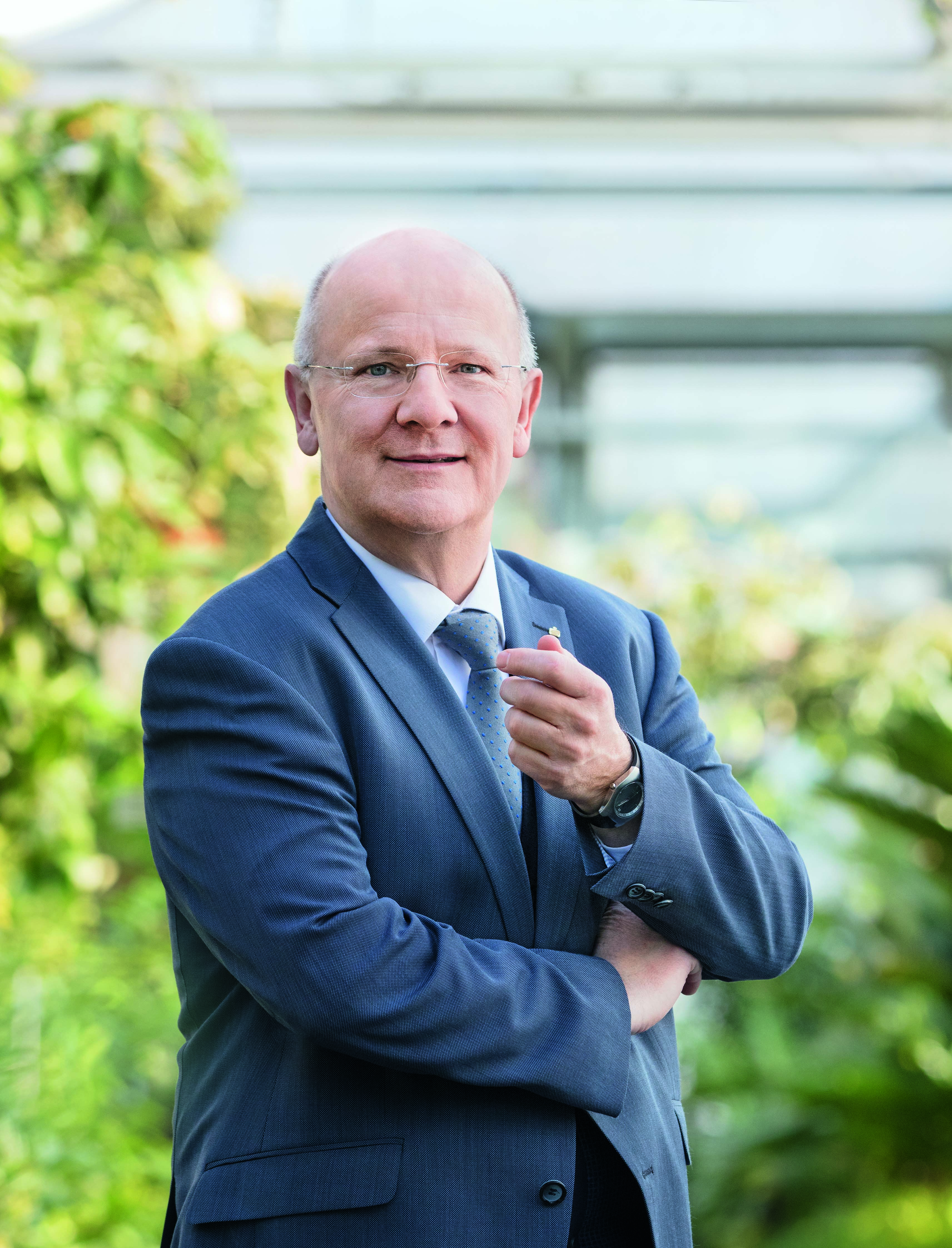
Michael Rockenschaub (2016)

Michael Rockenschaub (* 16. Dezember 1954 in Schärding) war Vorstandsvorsitzender der Sparkasse Oberösterreich. Ende 2019 ging Rockenschaub in Pension. Stefanie Christina Huber übernahm mit 1. Jänner 2020 den Vorsitz der Sparkasse OÖ.

## Ausbildung und Beruf
Rockenschaub besuchte zwischen den Jahren 1961 und 1965 die Volksschule in Schärding und absolvierte in der Folge von 1965 bis 1973 die Allgemeinbildende Höhere Schule in Schärding. Er legte 1973 in Schärding die Matura ab und leistete danach zwischen 1973 und 1974 den Präsenzdienst ab. Im Jahr 1980 wurde Rockenschaub zum Oberleutnant der Reserve befördert. Nach seinem Militärdienst studierte Rockenschaub Handelswissenschaften an der Wirtschaftsuniversität Wien, wobei er sein Grundstudium 1978 mit dem akademischen Grad Mag. rer soc. oec. abschloss. 1981 promovierte er zudem zum Doktor der Sozial- und Wirtschaftswissenschaften (Dr. rer. soc. oec.).
Nachdem Rockenschaub von 1980 bis 1983 im Kunst- und Antiquitätenhandel als Angestellter gearbeitet hatte, trat er 1983 in den Dienst der Allgemeinen Sparkasse Oberösterreich in Linz. Er stieg 1990 zum Abteilungsleiter auf. 1992 erhielt er die Prokura erteilt.  Im Jahr 2004 wurde Rockenschaub in den Vorstand der Sparkasse Oberösterreich bestellt. Seit 2005 ist er zudem in der Anteilsverwaltung der Allgemeinen Sparkasse als Vorstandsmitglied vertreten. Im Jahr 2014 ist er zum Vorsitzenden des Vorstandes des Instituts ernannt worden, seit  1. Juli 2016 trägt Rockenschaub den Titel Generaldirektor.

## Politik und Funktionen
Zwischen 1977 und 1979 engagierte sich Rockenschaub als Vorsitzender des Ringes Freiheitlicher Studenten (RFS). Zudem war er von 1977 bis 1980 Mandatar im Zentralausschuss der Österreichischen Hochschülerschaft. Er wurde am 30. Oktober 1991 als Vertreter der FPÖ Oberösterreich Mitglied des Österreichischen Bundesrates und war dort bis 2. November 1997 Mitglied im Finanz- und im Wirtschaftsausschuss. Innerparteilich war Rockenschaub ab 1992 als Mitglied des Landesparteivorstandes der FPÖ Oberösterreich aktiv und fungierte von 1993 bis 1994 als Stadtparteiobmann der FPÖ Linz. Seit 1997 hat er keine politischen Funktionen mehr inne und ist auch keiner Partei mehr zugehörig.